# 岡橋四郎
岡橋 四郎（おかはし しろう、1920年〈大正9年〉5月24日 - 1999年11月）は、日本の政治家。元奈良県橿原市長（1期）。

## 経歴
奈良県出身。1939年〈昭和14年〉旧制畝傍中学校（現・奈良県立畝傍高等学校）卒。卒業後は住友金属に入社。1947年〈昭和22年〉に退社し、家業の米穀肥料店で働く。1979年〈昭和54年〉奈良県議会議員に当選。3期務め、1988年〈昭和63年〉に副議長に就任した。1991年〈平成3年〉橿原市長選挙に立候補するが、落選。1992年〈平成4年〉現職の辞職による市長選挙に立候補し、当選する。市長を1期務め、1995年〈平成7年〉に退任した。